# Lottomatica

Il precedente logo di Lottomatica

Lottomatica Group S.p.A. è una holding italiana a capo di un gruppo di società attive nel mercato del gioco pubblico legale autorizzato dall'Agenzia delle Dogane e dei Monopoli.
Tramite le sue società controllate, opera nei settori di business delle scommesse sportive, dei giochi online, degli apparecchi da divertimento e intrattenimento (AWP e VLT), della gestione diretta di sale da gioco e di AWP di proprietà.
Lottomatica è quotata su Euronext Milan di Borsa Italiana dal 03 maggio 2023. 

## Storia
L'11 maggio 2021, Gamma Bidco S.p.A. annuncia che Gamenet Group S.p.A., controllata al 100%, ha concluso l'acquisizione del 100% della partecipazione detenuta da International Game Technology PLC tramite IGT Lottery S.p.A. in Lottomatica Scommesse S.r.l. e Lottomatica Videolot Rete S.p.A., operatori del mercato italiano dei giochi online, delle scommesse sportive e delle macchine da gioco.
Contestualmente, viene acquisito anche il marchio Lottomatica. Gamenet Group modifica quindi in Lottomatica la propria denominazione sociale.
A partire dal 1º giugno 2022, Lottomatica Scommesse viene incorporata in Goldbet: la nuova società così formata prende il nome di GBO Italy.
Il 27 luglio 2022, Lottomatica ha ottenuto da Morningstar Sustainalytics un rating ESG "Low Risk", aggiornato nel 2023 a "Negligible Risk" di subire impatti finanziari significativi da fattori ESG. Il rating posiziona il Gruppo al primo posto su scala mondiale tra le aziende valutate dall'agenzia di rating nella categoria "Consumer Services" e nella sottocategoria "Casinos and Gaming".
Nel mese di novembre 2022, GBO S.p.A., società interamente detenuta da Lottomatica, sottoscrive un accordo per l'acquisizione del 100% del capitale sociale di Betflag SpA, operatore italiano attivo in tutti i segmenti di attività del gioco online.
Il 3 maggio 2023, Lottomatica Group debutta su Euronext Milan di Borsa Italiana.
Nel mese di aprile 2024, il Gruppo conclude l’acquisizione di SKS365, operatore omnicanale attivo nel settore online e delle scommesse sportive. L’operazione consente di aggiungere un marchio di valore al portafoglio del Gruppo e di generare ulteriore crescita. 

## Attività
Lottomatica opera nel mercato italiano del gioco pubblico nei seguenti segmenti di business:
- gaming online in cui è presente con i brand Lottomatica, Better, Goldbet, Betflag, Planetwin365 e Totosì.
- sport franchise attraverso una rete di migliaia di punti vendita dedicati alle scommesse sportive, ippiche e ad altri prodotti di gioco
- gaming franchise con prodotti e servizi per il mercato degli apparecchi da intrattenimento AWP (Amusement With Prize) e VLT (Video Lottery Terminal);
- gestione diretta di apparecchi AWP di proprietà e di sale da gioco (con una rete di circa 130 sale specializzate).

## Struttura societaria
Le principali società del Gruppo Lottomatica sono:
- GBO S.p.A. 
  - GBO Italy S.p.A.
    - Giocaonline S.r.l.
    - Goldbet.news S.r.l.
    - Lottomatica Digital Solutions S.r.l.

  - Gamenet Pro S.r.l.
    - iPro, Inc.

  - Betflag S.p.A.
  - SKS365
  - GNET, Inc.
- GGM S.p.A.
  - Lottomatica Videlot Rete S.p.A.
    - Big Easy S.r.l.

  - Gamenet S.p.A.
    - Billions Italia S.r.l.
    - Gnetwork S.r.l.
    - New Matic S.r.l.
    - Jolly Videogiochi S.r.l.
    - Ares S.r.l.
    - Agesoft S.r.l.

  - Marim S.r.l.
- Lottomatica UK LTD